# Ila (Géorgie)
Pour les articles homonymes, voir Ila.
La ville américaine d’Ila est située dans le comté de Madison, dans l’État de Géorgie.

## Démographie
| 1920 | 1930 | 1940 | 1950 | 1960 | 1970 |
| ---- | ---- | ---- | ---- | ---- | ---- |
| 232  | 233  | 224  | 225  | 216  | 202  |

| 1980 | 1990 | 2000 | 2010 | - | - |
| ---- | ---- | ---- | ---- | - | - |
| 287  | 297  | 328  | 337  | - | - |

## Source
- (en) Cet article est partiellement ou en totalité issu de l’article de Wikipédia en anglais intitulé « Ila, Georgia » (voir la liste des auteurs).